# Voluntown
Voluntown är en kommun (town) i New London County i delstaten Connecticut, USA. Vid folkräkningen år 2000 bodde 2 528 personer på orten. Den har enligt United States Census Bureau en area på totalt 103,1 km² varav 2,3 km² är vatten.